# Siete diáconos

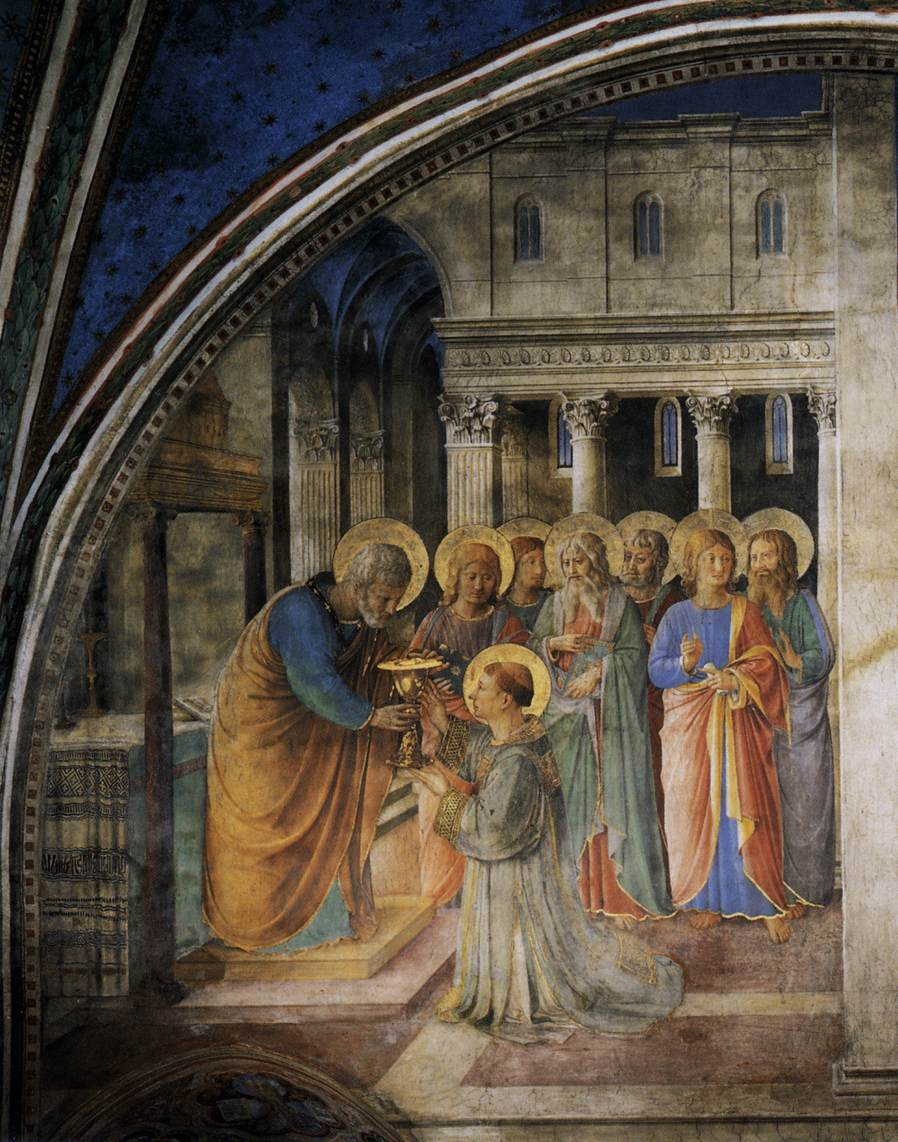
Sección de un fresco en la Capilla Nicolina de Fra Angelico, que representa a San Pedro consagrando a los Siete Diáconos. San Esteban aparece arrodillado.

Los Siete, a menudo conocidos como los Siete Diáconos, eran líderes elegidos por la iglesia cristiana primitiva para ministrar a la comunidad de creyentes en Jerusalén, para permitir a los Apóstoles concentrarse en la oración y el Ministerio de la Palabra y para abordar una preocupación planteada por los creyentes de habla griega acerca de que sus viudas fueran pasadas por alto en la diakonia o ministerio diario.

## Nuevo Testamento
Sus nombres y un relato de su nombramiento se dan en el capítulo 6 de los Hechos de los Apóstoles (Hechos 6:1-6). Según una tradición posterior se supone que también estuvieron entre los Setenta Discípulos que aparecen en el Evangelio de Lucas (Lucas 10:1-17 {{{2}}}). Las actividades de Esteban y Felipe son las dos únicas registradas y sus obras se refieren a predicar, catequizar y bautizar. Felipe es llamado «el evangelista» en Hechos 21:8. 
Aunque los Siete no son llamados 'diáconos' en el Nuevo Testamento, su papel se describe como 'diaconal' (διακονεῖν τραπέζαις en griego), y por lo tanto a menudo son considerados como los precursores de la orden cristiana de diáconos.
Los Siete Diáconos eran:
- Esteban protomartir
- Felipe el Diácono
- Prócoro
- Nicanor
- Timón
- Parmenas
- Nicolaítas

Según la narración de los Hechos, fueron identificados y seleccionados por la comunidad de creyentes sobre la base de su reputación y sabiduría, por estar «llenos del Espíritu Santo», y su nombramiento fue confirmado por los Apóstoles.

## Detalles
Sólo de Esteban y Felipe se habla con mucho detalle en los Hechos; la tradición no aporta nada más sobre Nicanor o Parmenas. Esteban se convirtió en el primer mártir de la iglesia al ser asesinado por una turba, y cuya muerte fue consentida por Pablo, el futuro apóstol Pablo. Felipe evangelizó en Samaria, donde convirtió a Simón el Mago y a un eunuco de Etiopía, dando comienzo tradicionalmente a la Iglesia ortodoxa de Etiopía.
La tradición llama a Prócoro sobrino de Esteban y compañero de Juan Evangelista, quien lo consagró obispo de Nicomedia en Bitinia (actual Turquía). Tradicionalmente se le atribuyó la autoría de los apócrifos Hechos de Juan, y se dice que terminó su vida como mártir en Antioquía en el siglo I.
Según César Baronio Annales Ecclesiastici, hoy considerado históricamente inexacto, Nicanor era un chipriota judío que regresó a su isla natal y murió mártir en el año 76. Otros relatos dicen que fue martirizado en «Berj», un lugar no identificado posiblemente confundido con Botrys.
Se dice que Timón era un judío helenizado judío que llegó a ser obispo en Grecia o en Bosra, Siria; en este último relato, su predicación provocó la ira del gobernador local, que lo martirizó con fuego.
Después de predicar durante años en Asia Menor, donde Hipólito de Roma afirmó que era obispo de Solos (Pompeiópolis; aunque puede que se refiriera a Solos (Chipre)), se dice que Parmenas se estableció en Macedonia, donde murió en Filipos en el año 98 durante las persecuciones de Trajano. Alternativamente, la tradición ortodoxa dice que murió tras ser aquejado de una enfermedad.
Nicolás, que procedía de Antioquía, fue descrito en los Hechos como un converso al judaísmo. No fue recordado con cariño por algunos de los primeros escritores. Según IreneoContra las herejías, el Nicolaísmo, una secta herética condenada ya en el Libro del Apocalipsis, tomó su nombre del diácono. En Philosophumena, Hipólito escribe que inspiró la secta por su indiferencia a la vida y a los placeres de la carne; sus seguidores tomaron esto como una licencia para entregarse a la lujuria. La Enciclopedia Católica recoge la historia de que después de que los Apóstoles reprocharan a Nicolás que maltratara a su bella esposa a causa de sus celos, la abandonó y consintió que cualquier otro se casara con ella, diciendo que la carne debía ser maltratada. En el Stromata, Clemente de Alejandría dice que la secta corrompió las palabras de Nicolás, originalmente destinadas a frenar los placeres del cuerpo, para justificar el libertinaje. La Enciclopedia Católica señala que la historicidad de la historia es discutible, aunque los propios nicolaítas pueden haber considerado a Nicolás su fundador.